# رضا بن سايح
رضا بن سايح (22 أغسطس 1994 بالبويرة في الجزائر - ) هو لاعب كرة قدم جزائري في مركز الهجوم يلعب في نادي العدالة السعودي.

## روابط خارجية
- رضا بن سايح على موقع قاعدة بيانات كرة القدم.إي يو (الإنجليزية)
- رضا بن سايح على موقع ناشيونال فوتبول تيمز (الإنجليزية)
- رضا بن سايح على موقع Soccerway.com (الإنجليزية)